# San Isidro, Buenavista
San Isidro är en ort i Mexiko.   Den ligger i kommunen Buenavista och delstaten Michoacán de Ocampo, i den södra delen av landet, 400 km väster om huvudstaden Mexico City. San Isidro ligger 1 272 meter över havet och antalet invånare är 107.
Terrängen runt San Isidro är lite bergig. Runt San Isidro är det ganska glesbefolkat, med 35 invånare per kvadratkilometer. Närmaste större samhälle är Peribán de Ramos, 17,5 km nordost om San Isidro. I omgivningarna runt San Isidro växer huvudsakligen savannskog.